# Ducat de T'Serclaes
El ducat de T'Serclaes és un títol nobiliari espanyol creat el 3 d'agost de 1856 per la reina Isabel II a favor de José María Pérez de Guzmán y Liaño, cinquè príncep de T'Serclaes de Tilly, a Flandes.
El títol de príncep de T'Serclaes de Tilly havia estat creat a Flandes pel rei Carles II el 22 de desembre de 1693, sent-li conferit a aquest títol la Grandesa d'Espanya pel rei Felip V el 14 d'agost de 1705, en la persona del primer príncep de T'Serclaes, comte de Tilly, i príncep del Sacre Imperi Romanogermànic, Albert Octave de T'Serclaes, descendents tots dos del general flamenc Joan t'Serclaes de Tilly.
Isabel II va rehabilitar la Grandesa d'Espanya en atorgar el títol ducal, que es va crear amb la denominació de T'Serclaes, encara que en repetides ocasions s'ha nomenat a aquests ducs amb la denominació incorrecta de ducs de T'Serclaes de Tilly, ja que, encara que el principat flamenc era T'Serclaes de Tilly, el títol espanyol sempre ha estat i segueix sent, ducat de T'Serclaes.
Els ducs de T'Serclaes sempre van estar molt vinculats amb la ciutat de Sevilla, on el segon duc va situar la seva immensa biblioteca, i amb Jerez de los Caballeros, on també van tenir palau, germà bessó del segon duc de T'Serclaes i, com ell, famós bibliófilo. La immensa col·lecció de llibres antics, reunida per tots dos germans, va ser distribuïda entre els seus hereus en lots (la del duc), i la biblioteca de Manuel Pérez de Guzmán y Boza es va vendre completa a Mr. Archer Huntington, per a la seva fundació de la Hispanic Society of America, la seu de la qual està en Nova York (Estats Units).

## Ducs de T'Serclaes
|     | Titular                                         | Període     |
| --- | ----------------------------------------------- | ----------- |
| I   | José María Pérez de Guzmán y Liaño              | 1856–1878   |
| II  | Juan Pérez de Guzmán y Boza                     | 1878–1934   |
| III | Alfonso Pérez de Guzmán y Escrivá de Romaní     | 1934–1936   |
| IV  | José María Pérez de Guzmán y Escrivá de Romaní  | 1936–2000   |
| V   | José María Pérez de Guzmán y Martínez de Campos | 2001–actual |

## Història dels ducs de T'Serclaes
- José María Pérez de Guzmán y Liaño (1798–1878), I duc de T'Serclaes, gran d'Espanya, cinquè príncep de T'Serclaes de Tilly en Flandes, senador del Regne, Gentilhome de Cambra amb exercici i servitud.

Va casar amb María de les Mercès Boza y Aubarede. Van ser els seus fills:
1. Juan Francisco Pérez de Guzmán y Boza, primogènit, que segueix, i
2. Manuel Pérez de Guzmán i Boza, el seu germà bessó, I marquès de Jerez de los Caballeros.

En 1878 va succeir el seu fill
- Juan Francisco Pérez de Guzmán y Boza (1852–1934), II duc de T'Serclaes, cavaller d'Alcántara i clavero de l'Orde, tinent germà major de la Real Maestranza de Caballería de Sevilla. Va casar amb María de les Mercedes Escrivá de Romaní y de Sentmenat, V marquesa del Campillo.

Va casar amb María dels Dolores Sanjuán i Garvey, filla de Ramón Sanjuán y Irigoyen i de María del Rosario de Garvey y Capdepón, I marquesa de San Juan (pontifici). Pares de
1. María del Rosario Pérez de Guzmán y Sanjuán,
2. Alfonso Pérez de Guzmán y Sanjuán, I marquès de Marbais, cavaller d'Alcántara i mestrant de Sevilla. Va casar amb Maria de la Mercè Escrivà de Romaní i de Sentmenat, V marquesa del Campillo, filla dels comtes de Sástago i d'Alcubierre. Pares de
  1. Juan Pérez de Guzmán y Escrivà de Romaní, II marquès de Marbais, que va morir solter en 1930.
  2. Alfonso Pérez de Guzmán y Escrivà de Romaní, que segueix.
  3. José María Pérez de Guzmán y Escrivà de Romaní, que seguirà.
  4. Mercedes Pérez de Guzmán y Escrivà de Romaní, dona d'Ignacsi Puig i de Càrcer, cavaller de Malta i mestrant de Sevilla.
  5. Pilar Pérez de Guzmán i Escrivà de Romaní, que va casar amb el general Rafael de Allendesalazar i Urbina, comte de Tobar, mestrant de Granada,
  6. i Joaquín Pérez de Guzmán y Escrivà de Romaní, VI comte de la Marquina, comandant de l'Exèrcit de l'Aire. Va casar amb Pilar de Lizasoain y Sasera.
3. Juan Pérez de Guzmán i Sanjuán, V comte de la Marquina, cavaller d'Alcántara i mestrant de Sevilla. Va casar amb Miracle Furtat de Amezaga y Collado, IV duquessa de la Roca, marquesa de la Laguna, de Sofraga, etc., gran d'Espanya, filla dels VII marquesos del Riscal.
4. María dels Dolores Pérez de Guzmán y Sanjuán, que va casar amb Fernando Ramírez de Haro y Álvarez de Toledo, XIV comte de Bornos, gran d'Espanya.
5. María de la Concepción Pérez de Guzmán y Sanjuán, religiosa.
6. Luis Pérez de Guzmán y Sanjuán, V marquès de Lede, gran d'Espanya, cavaller de Calatrava i mestrant de Sevilla. Va casar amb Begoña de Careaga y Basabe, filla dels I comtes del Cadagua.
7. María del Pilar Pérez de Guzmán i Sanjuán.
8. María de la Blanca Pérez de Guzmán y Sanjuán, que va casar amb Ignacio Fernández de Henestrosa y Gayoso de los Cobos, XVI marquès de Camarasa, gran d'Espanya.
9. José María Pérez de Guzmán i Sanjuán, V comte de Hoochstrate, mestrant de Sevilla, que va casar amb Concepción Castillejo y Wall, filla dels comtes de Floridablanca.
10. I Manuel Pérez de Guzmán y Sanjuán, VII marquès de Morbecq, marit de Mercedes Carrión Santamarina, filla dels marquesos de Melín.

En 1934 va succeir el seu net
- Alfonso Pérez de Guzmán y Escrivá de Romaní (1915–1936), III duc de T'Serclaes, III marquès de Marbais. Va morir solter, assassinat, el 25 d'octubre de 1936.

Li va succeir el seu germà
José María Pérez de Guzmán y Escrivá de Romaní (1917-2000), IV duc de T'Serclaes, IV marquès de Marbais, VI marquès del Campillo.
Va casar amb Clotilde Martínez de Campos y Rodríguez, filla dels II ducs de la Seu d'Urgell.
1. José María Pérez de Guzmán y Martínez de Campos, que segueix,
2. Alfonso Pérez de Guzmán y Martínez de Campos,
3. Pilar Pérez de Guzmán y Martínez de Campos,
4. Juan Pérez de Guzmán y Martínez de Campos, VII marquès de Campillo,
5. Rafael Pérez de Guzmán i Martínez de Campos,
6. i Francisco Pérez de Guzmán y Martínez de Campos.

Li va succeir el seu fill
- José María Pérez de Guzmán y Martínez de Campos (1945-), V i actual duc de T'Serclaes, V marquès de Marbais.

Va casar amb María Leticia Miñón y Echevarría. Amb prole adoptiva.